# Buddleja salviifolia

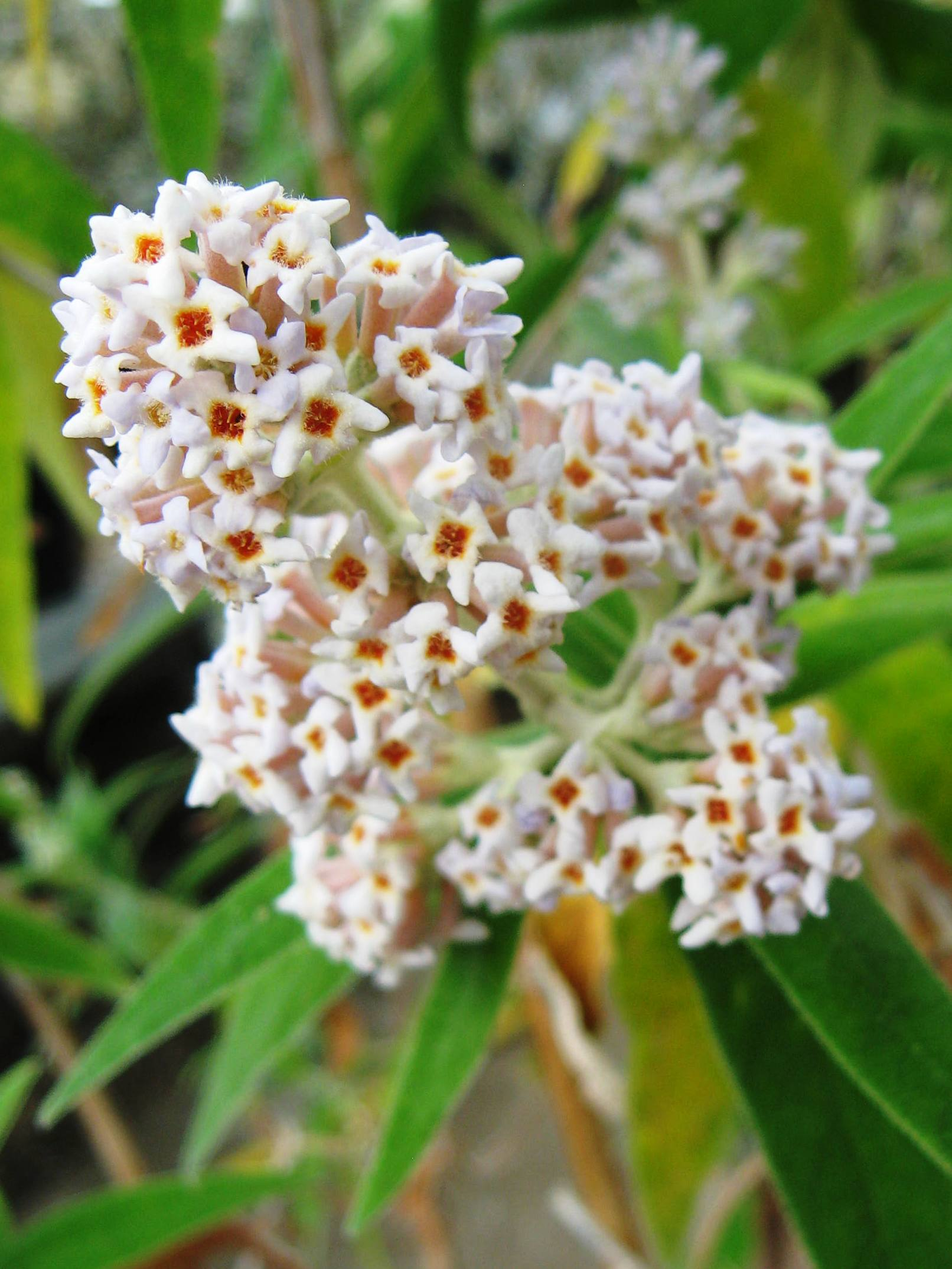
Inflorescència blanca al Longstock Park, Hampshire, UK.

Buddleja salviifolia és una espècie de planta de la família de les Escrofulariàcies que es distribueix pel sud d'Àfrica. És un arbust perenne que es troba a marges o boscos de fulla perenne i als vessants rocosos de les muntanyes als cursos d'aigua a grans altituds.